# Шлюссельфельд
Шлюссельфельд (нім. Schlüsselfeld) — місто в Німеччині, розташоване в землі Баварія. Підпорядковується адміністративному округу Верхня Франконія. Входить до складу району Бамберг.
Площа — 70,22 км2. Населення становить 5965 ос. (станом на 31 грудня 2020).

## Географія

### Адміністративний поділ
Місто  складається з 31 району:
- Ашбах
- Аттельсдорф
- Бернрот
- Деберсдорф
- Еккерсбах
- Ельзендорф
- Фальмайстерай
- Гюнтерсдорф
- Гойхельгайм
- Гон-ам-Берг
- Гопфенмюле
- Лах
- Обермельзендорф
- Поссенфельден
- Рамбах-бай-Шлюссельфельд
- Райхманнсдорф
- Шлюссельфельд
- Тюнгбах
- Тюнгфельд
- Унтермельзендорф
- Вюстенбух
- Цигельзамбах
- Ашбах
- Еккерсбах
- Ельзендорф
- Гойхельгайм
- Райхманнсдорф
- Шлюссельфельд
- Тюнгфельд
- Унтермельзендорф
- Цигельзамбах